# Manuel Frick

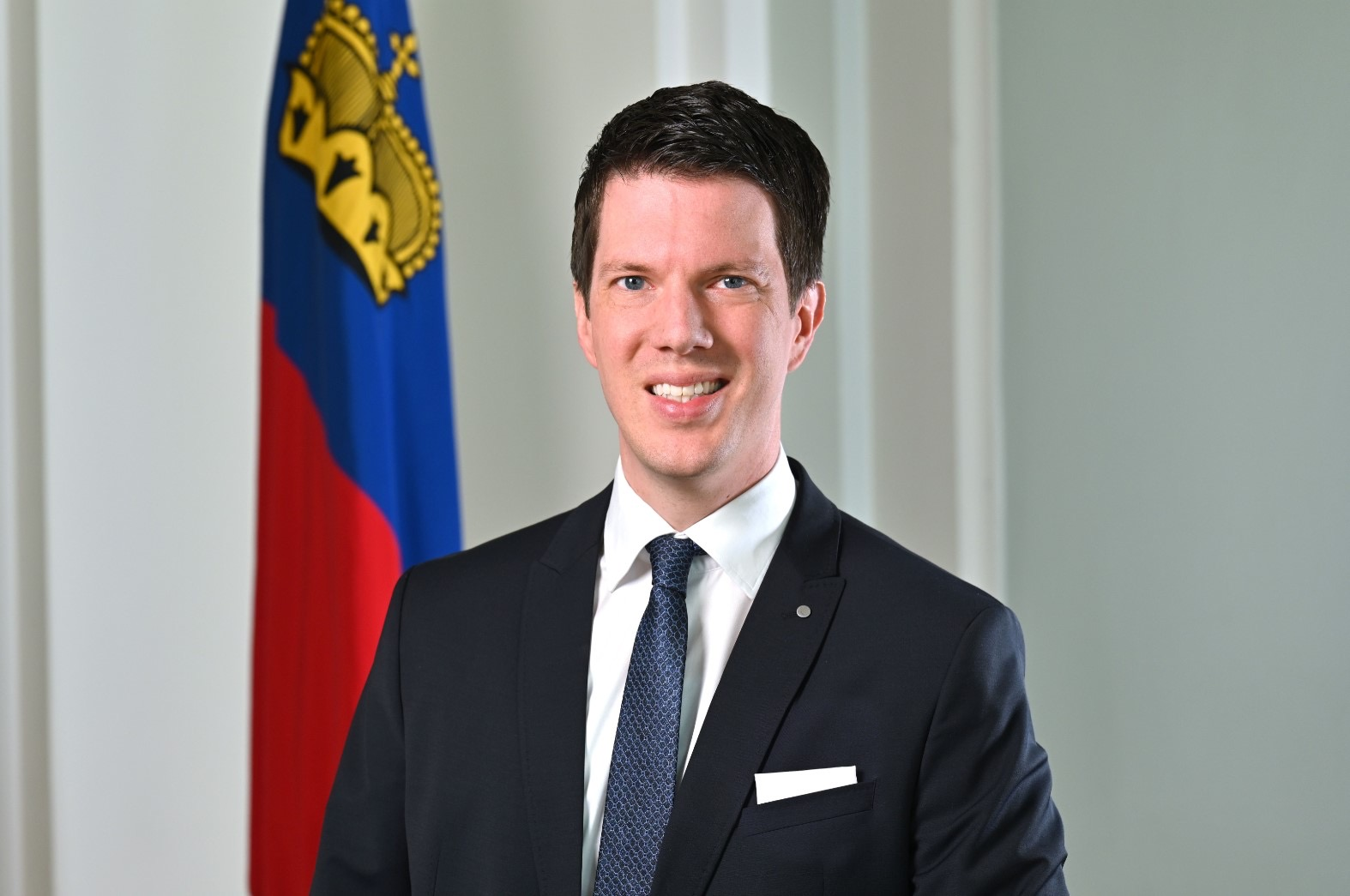
Regierungsrat Manuel Frick

Manuel Frick (* 16. November 1984 in Grabs) ist ein liechtensteinischer Politiker (FBP) und Diplomat. Von 2021 bis 2025 war er als Regierungsrat mit Zuständigkeit für das Ministerium für Gesellschaft und Kultur Mitglied der Regierung des Fürstentums Liechtenstein.

## Ausbildung und Beruf
Frick besuchte von 1996 bis 2004 das Liechtensteinische Gymnasium in Vaduz, wo er die Matura absolvierte. Anschliessend  begann er an der Universität Bern sowie an der Universität Bologna das Studium der Politikwissenschaften, Volkswirtschaft und Europarecht, welches er im Jahr 2009 mit dem Lizenziat (lic.rer.soc.) abschloss. Von 2012 bis 2015 absolvierte Manuel Frick einen Zertifikatslehrgang in Entwicklung und Zusammenarbeit an der ETH Zürich, 2017 wurde er an der LGT Group zum Private Banker sowie als Certified Wealth Management Advisor zertifiziert.
Seine erste berufliche Anstellung fand Manuel Frick im Jahr 2008 beim liechtensteinischen Amt für Auswärtige Angelegenheiten in Vaduz. 2011 wurde er bei der Ständigen Vertretung Liechtensteins bei den Vereinten Nationen in New York City tätig und 2012 zum stellvertretenden ständigen Vertreter beim Europarat in Strassburg bestellt. Von 2016 bis 2017 leitete er zudem die Abteilung für Wirtschaft und Entwicklung im liechtensteinischen Aussenamt. 2017 wechselte Manuel Frick in die Privatwirtschaft und wurde Kundenberater für HNWI-Kunden (High Net Worth Individuals) bei der Vaduzer LGT Bank AG. Im Jahr 2020 kehrte er in die Liechtensteinische Landesverwaltung zurück und wurde Generalsekretär des Ministeriums für Gesellschaft.

## Politischer Werdegang
Manuel Frick ist seit 2008 Vorstandsmitglied der Ortsgruppe Balzers der Fortschrittlichen Bürgerpartei (FBP), einer der beiden grossen Volksparteien des Fürstentums Liechtenstein, und seit 2021 Mitglied des FBP-Parteipräsidiums. Er war von 2015 bis 2017 Gemeinderat in Balzers (Ressort Umwelt, Kommission für Finanzen, Organisation und Personal) sowie von 2017 bis 2020 Stellvertreter von Regierungsrätin Aurelia Frick.
Mitte März 2021 wurde bekannt, dass Frick vom Parteivorstand der FBP als Regierungsrat-Kandidat für die Landtagswahl in Liechtenstein 2021 nominiert worden war. Die Nominierung Fricks anstatt der bisherigen Aussenministerin Katrin Eggenberger, die dadurch aus der Regierung ausscheiden musste, war stark diskutiert worden.
Nach der Landtagswahl 2021 wurde Frick in der neuen Koalitionsregierung mit der Vaterländischen Union unter VU-Regierungschef Daniel Risch mit der Angelobung am 25. März 2021 Regierungsmitglied. Er leitete als Regierungsrat das neu gebildete Ministerium für Gesellschaft und Kultur. Am 10. April 2025 schied er aus der Regierung aus.

## Privatleben
Manuel Frick ist verheiratet und Vater von zwei Kindern. Er ist wohnhaft in Balzers.